# لماسينة ليسوارية
لماسينة ليسوارية (الاسم العلمي: Limacina lesueurii) هي نوع من الحيوانات يتبع جنس اللماسينة من الفصيلة اللماسينية.